# Konkordanz (Sprachwissenschaft)
Konkordanz (zurückgehend auf lat. concordare = übereinstimmen) ist ein Fachausdruck aus der Linguistik und bezeichnet in Sprachen mit so genannten Nominalklassen-Systemen die Übereinstimmung einer Verbform oder eines Attributs mit dem Klassenmerkmal eines Nomens (Substantivs). Das Phänomen ist eine Spielart der grammatischen Kongruenz, wird jedoch anders benannt, weil in Sprachen mit Nominalklassen andere Verhältnisse vorliegen als bei typischen Kongruenzsystemen sonst.

## Merkmale
Nominalklassen sind in erster Linie in den Niger-Kongo-Sprachen, teilweise auch in anderen Sprachgruppen vorhanden und kennzeichnen semantische Kategorien (in einer einzelnen Sprache mitunter zwei bis drei Dutzend an der Zahl), auf die sämtliche Hauptwörter feststehend verteilt sind. Bei der Konkordanz stimmen die Affixe der mit dem Substantiv konkordanten Satzteile meistens, aber nicht immer, mit dem entsprechenden Affix des Substantivs äußerlich überein; sie bezeichnen aber immer dieselbe dahinterstehende Nominalklasse. So können in manchen Fällen (z. B. in der Sprache Fulfulde) durch Anlautmutation Vorsilben geschwunden erscheinen, aber mittelbar Spuren der Konkordanz hinterlassen.
Mit der Konkordanz der beteiligten Satzelemente wird die syntaktische Zusammengehörigkeit der betroffenen Wortgruppe gekennzeichnet, womit auf Textebene Kohäsion hergestellt wird. Konkordanz beinhaltet außerdem Kategorien wie Numerus, Person oder Genus, also Klassen, wie sie als morphosyntaktische Kategorien in den indogermanischen Sprachen bekannt sind. Im Gegensatz zu diesen wird in Sprachen mit Konkordanz aber morphologisch kein Kasus markiert. Prädikate haben lediglich Ergänzungen, die entweder „nicht weiter bezeichnete“ Objekte sind oder lose durch Postposition, seltener durch Präposition an den Satz angeschlossen werden.
Sprachbeispiel
Ein Beispiel aus dem Swahili, einer Bantusprache:
| Watu warefu wawili wanaingia nyumbani – „Zwei große Menschen gehen ins Haus“ |                             |                           |                           |                                              |           |
| Swahili:                                                                     | Wa-tu                       | wa-refu                   | wa-wili                   | wa-na-ingia                                  | nyumba-ni |
| Wörtlich:                                                                    | 2.-Mehrzahl-Klasse – Mensch | 2.-Mehrzahl-Klasse – groß | 2.-Mehrzahl-Klasse – zwei | 2.-Mehrzahl-Klasse – Gegenwart – hineingehen | Haus – in |

Subjekt ist watu = Menschen. Das Präfix wa- kennzeichnet die Nominalklasse und die Mehrzahl; es muss zur Herstellung von Konkordanz den näheren Bestimmungen von watu ebenfalls vorangestellt werden: den Attributen „zwei“ und „groß“ sowie dem Prädikat „gehen“.